# Tachydromia edenensis
Tachydromia edenensis är en tvåvingeart som beskrevs av John Hewitt och Chvala 2002. Tachydromia edenensis ingår i släktet Tachydromia och familjen puckeldansflugor. Inga underarter finns listade i Catalogue of Life.